# Коллектив самоуправлений острова Сахалин
Коллектив самоуправлений острова Сахалин — временный коалиционный местный орган власти в северной части острова Сахалин.

## История
Коллектив самоуправлений острова Сахалин был создан 20 марта 1918 года в Александровске-на-Сахалине совместным решением Александровской городской думы, Сахалинского Совета рабочих и солдатских депутатов, а также Михайловского и Рыковского волостных земств. Председателем был избран Ф. М. Баранцев. Но уже в апреле 1918 года на Дальнем Востоке началась японская военная интервенция. В то же время на территории Северного Сахалина начала формироваться советская власть. Так по распоряжение Сахалинского областного Совета рабочих и крестьянских депутатов 4 июня 1918 года был сформирован исполнительный комитет Совета крестьянских депутатов Рыковской волости вместо Рыковской волостной земской управы. 7 сентября 1918 года совместным решением Сахалинского Совета и Совета профессиональных союзов волостные исполнительный комитеты были упразднены и восстановлены земские управы.
В этих условиях Александровский Совет рабочих и солдатских депутатов объявил о принятии на себя всей административной и военной власти, а также принимается решение о роспуске Александровской городской думы и волостных земств, которые отказались исполнять решение. Осенью 1918 года областных комиссаром правительства Колчака был назначен Фридрих (Фёдор) Фёдорович фон Бунге, а уездным комиссаром Сахалина — Григорий Васильевич Реут, который 19 октября 1918 года приступил к исполнению своих служебных обязанностей. Полное упразднение Коллектива самоуправлений острова Сахалин состоялось в 29 мая 1918 года силами Сахалинского областного Совета.

## Состав
- Председатель — Ф. М. Баранцев (левое крыло Александровской городской думы);
- Заведующий канцелярией — Харитонов Иван Васильевич (представитель Рыковского земства);
- Г. П. Колбунов (представитель Михайловского земства)[4].